# Кошман, Кирилл Акимович
Кирилл Акимович Кошман (1915—1992) — полковник Советской Армии, участник Великой Отечественной войны, Герой Советского Союза (1945).

## Биография

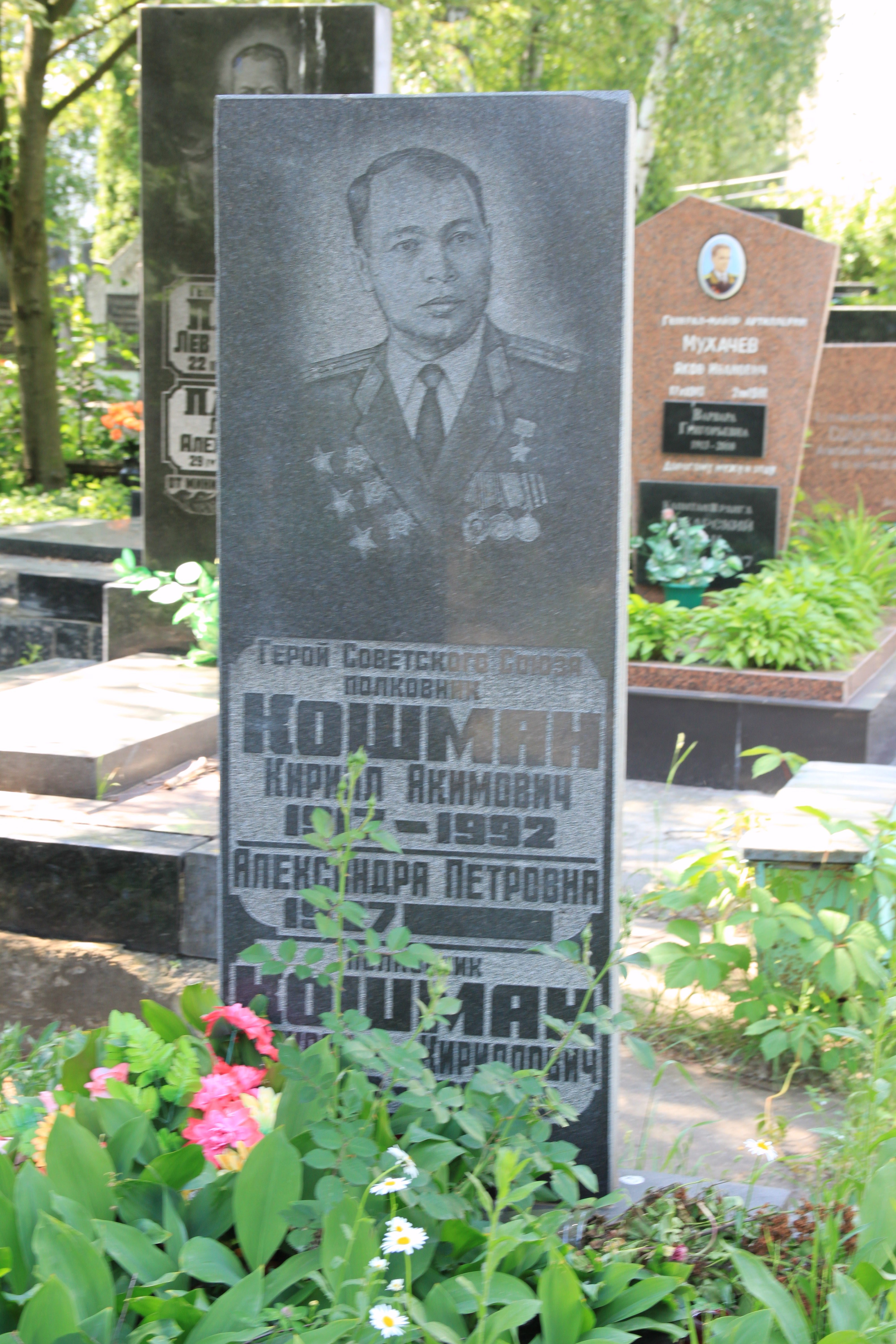
Могила Кошмана на Лукьяновском военном кладбище Киева.

Кирилл Кошман родился 25 мая 1915 года в селе Великая Бугаевка (ныне — Васильковский район Киевской области Украины). Окончил 10 классов школы и школу фабрично-заводского ученичества. В 1937—1939 годах Кошман проходил службу в Рабоче-крестьянскую Красную Армию. Проживал и работал на станции Моздок в Северо-Осетинской АССР. В июле 1941 года Кошман повторно был призван в армию. Окончил курсы политработников. С декабря того же года — на фронтах Великой Отечественной войны. Принимал участие в боях на Калининском, Западном и 3-м Белорусском фронтах. Участвовал в боях подо Ржевом, освобождении Смоленской области и Белорусской ССР, в том числе Минска. К июлю 1944 года капитан Кирилл Кошман был парторгом 376-го стрелкового полка 220-й стрелковой дивизии 31-й армии 3-го Белорусского фронта. Отличился во время форсирования Немана.
12 июля 1944 года полк Кошмана переправился через Неман под Гродно и захватил плацдарм на его западном берегу. Кошман активно участвовал в боях за удержание и расширение плацдарма, длившихся три дня. За это время полк успешно отразил 18 немецких контратак.
Указом Президиума Верховного Совета СССР от 24 марта 1945 года за «мужество и героизм, проявленные в боях» капитан Кирилл Кошман был удостоен высокого звания Героя Советского Союза с вручением ордена Ленина и медали «Золотая Звезда» за номером 6501.
В дальнейшем Кошман участвовал в боях в Восточной Пруссии и освобождении Чехословакии. После окончания войны он продолжил службу в Советской Армии. Окончил Военно-политическую академию. В 1961 году в звании полковника Кошман был уволен в запас. Проживал в Киеве, работал заместителем управляющего киевского отделения «Интуриста». Умер 15 января 1992 года, похоронен на Лукьяновском военном кладбище Киева.
Почётный гражданин Василькова. Был также награждён орденом Красного Знамени, тремя орденами Отечественной войны 1-й степени, тремя орденами Красной Звезды, рядом медалей.